# Lower Sioux Agency
Koordinaten: 44° 31′ 34″ N, 94° 57′ 28″ W

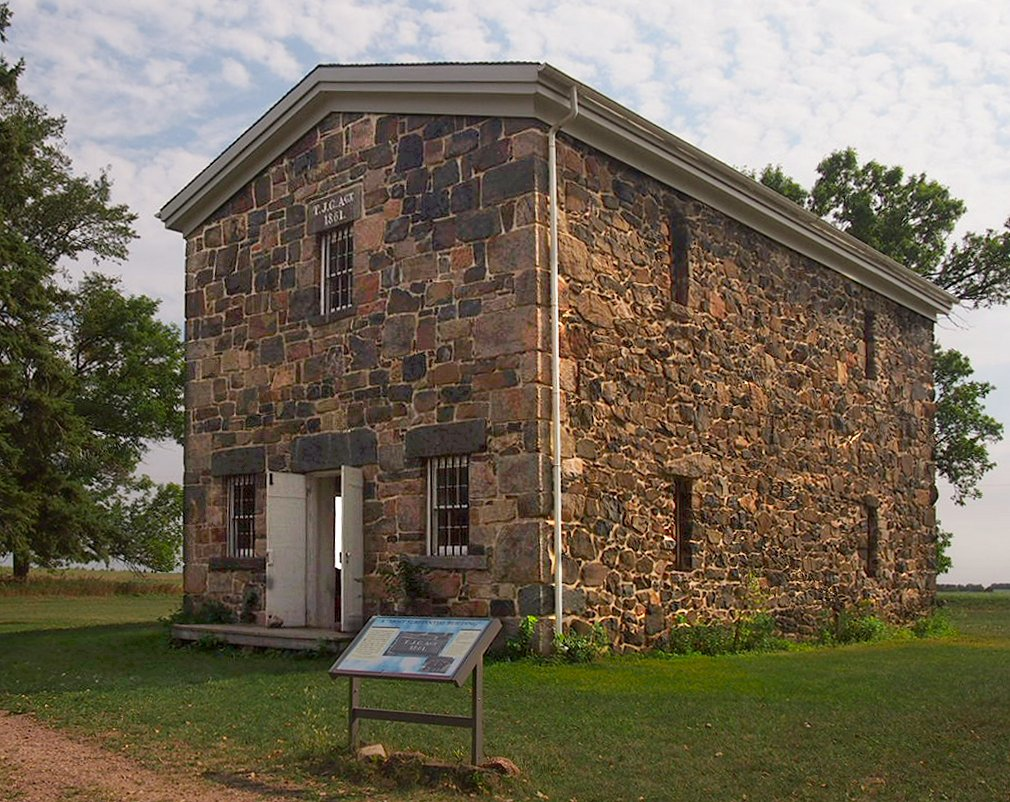
Historisches Lagerhaus der Lower Sioux Agency

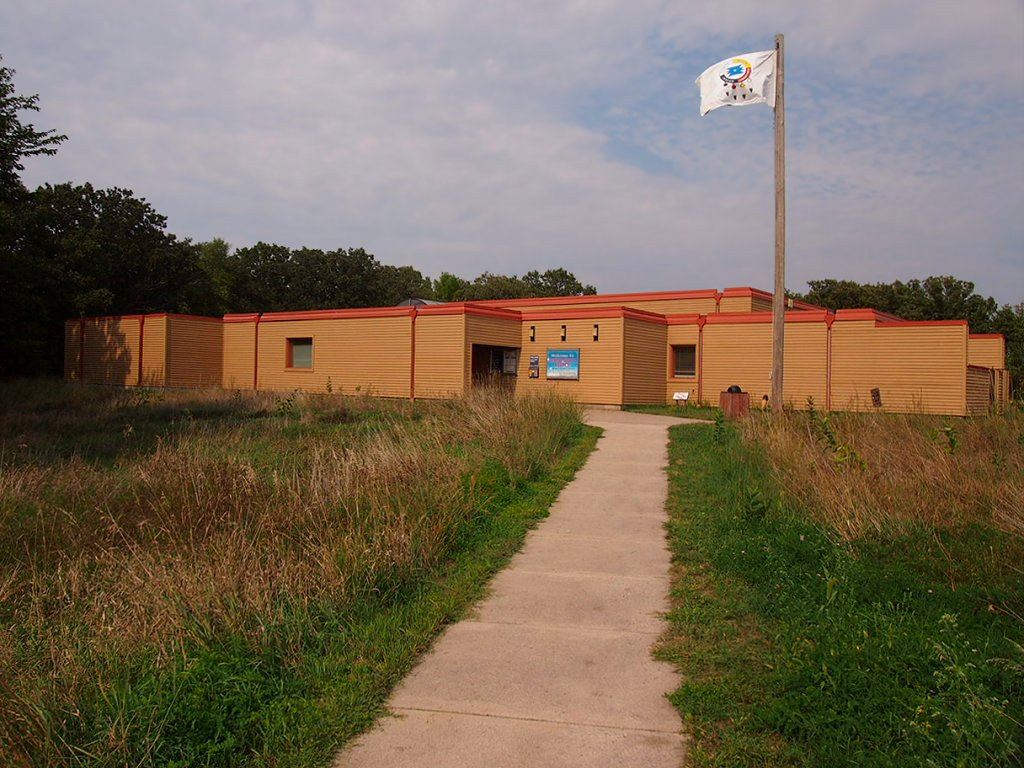
Informationszentrum der Lower Sioux Agency

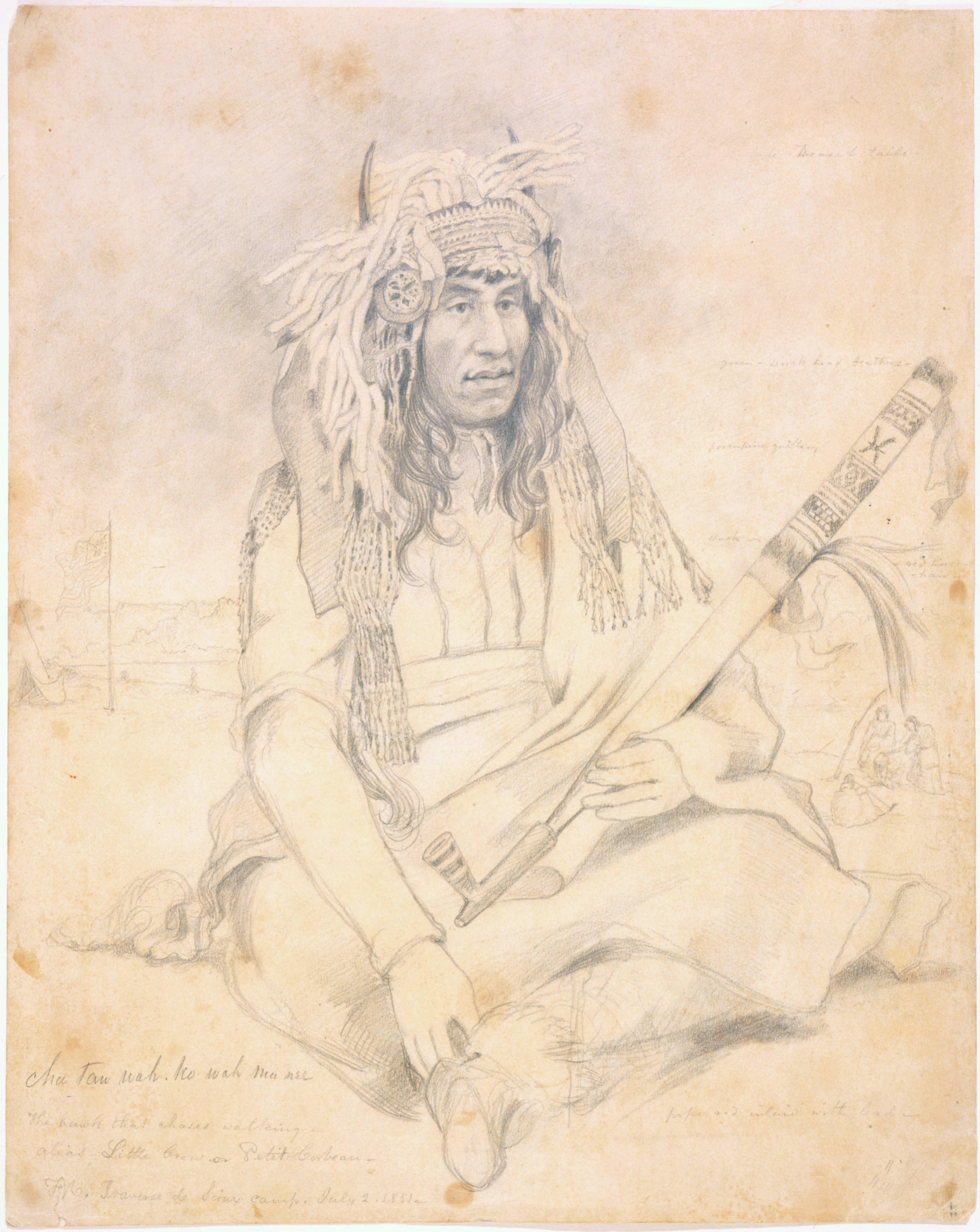
Little Crow, der Führer des Angriffs auf Lower Sioux Agency

Lower Sioux Agency, auch Redwood Agency, war das Verwaltungszentrum der Lower Sioux Indian Reservation im heutigen Redwood County, Minnesota. Hier fand am 18. August 1862 die Schlacht um die Lower Sioux Agency statt, die erste Schlacht des Sioux-Aufstandes. Heute ist es eine anerkannte historische Stätte der Vereinigten Staaten von Amerika und wird von der Minnesota Historical Society betrieben. Es gibt ein Informationszentrum und ein wieder errichtetes Lagerhaus aus dem Jahr 1861.

## Geschichte
Die Lower Sioux Agency wurde 1853 von der Regierung der Vereinigten Staaten als Verwaltungszentrum der neu geschaffenen Lower Sioux Reservation errichtet. Mdewakanton- und Wahpekute-Indianer der Santee, Dakota und Sioux bevölkerten das Reservat, welches nach dem Vertrag von Mendota am 5. August 1851 errichtet worden war. In diesem Vertrag verkauften die Indianer für 1,4 Mio. Dollar große Gebiete im südlichen Minnesota an die Bundesregierung und zogen sich auf das Reservationsgebiet zurück. Die Gelder wurden vom Bureau of Indian Affairs treuhänderisch verwaltet. Die Indianer beschlossen ihr Nomadenleben als Jäger aufzugeben und sesshafte Bauern zu werden. Des Weiteren bestand der Vertrag aus Verpflichtungen für die Lieferung von Lebensmitteln und anderen Gerätschaften an die siedelnden Indianer. Für diese, die Verwaltung der Gelder und für die Errichtung von Schulen wurde die Lower Sioux Agency gegründet.
Die Reservation der Indianer wurde 1858 weiter verkleinert, als Minnesota als Bundesstaat die Aufnahme in die Vereinigten Staaten erlangte. Ihr Gebiet bot den Indianern nicht mehr genug Raum, um für sich selbst zu sorgen, so dass sie vollends von den Zahlungen der Regierung und von weißen Händlern abhingen. Die Zahlungen der Regierung wiederum litten von jeher stark unter der Korruption im Bureau of Indian Affairs.
1861 verschlechterte sich die Lage der Indianer noch weiter. Eine Missernte zwang sie, Nahrungsmittel auf Kredit bei den Händlern zu kaufen und sich zu verschulden. 1862 verzögerten sich außerdem die Zahlungen der US-amerikanischen Regierung aufgrund des Sezessionskrieges (man war sich in Washington unschlüssig, ob die jährlichen Zahlungen in Gold oder mit den neuen Greenbacks zu begleichen seien.
Am 15. August 1862 baten die Bewohner des Reservats die weißen Händler um die Ausgabe von Lebensmitteln. Da die Gelder aus Washington noch nicht eingetroffen waren, verweigerte der Indianer Agent Thomas J. Galbraith die Herausgabe von Lebensmitteln aus dem Lager der Agentur. In einem Treffen mit dem Händler Andrew Myrick verlangten die Indianer den Verkauf von Lebensmitteln auf Kredit. Myrick meinte: „Nach meiner Meinung sollen Sie Gras oder ihre eigenen Exkremente essen, wenn Sie hungrig sind.“ In anderen Agenturen war man anders verfahren. In der Upper Sioux Agency hatten die verantwortlichen Agenten Lebensmittel an die hungernden Indianer der Sissetowan und Wahpeton Dakota ausgegeben, obwohl auch diese noch keine Gelder von Washington erhalten hatten.
Am 16. August 1862 waren die den Indianern zustehenden Zahlungen in Minnesotas Hauptstadt St. Paul eingetroffen und am 17. August nach Fort Ridgely weitergeleitet worden. Doch die Zahlungen kamen zu spät.
Am selben Tag ermordeten vier Krieger der Dakota, die auf der Suche nach Nahrungsmitteln waren, fünf weiße Siedler. Ein nach dem Mord einberufener Kriegsrat beschloss, weitere Angriffe auf die Siedlungen der Weißen durchzuführen, und bat Häuptling Little Crow, sie anzuführen.
Am 18. August 1862 stürmten Indianer unter Führung von Little Crow die Lower Sioux Agency. Andrew Myrick versuchte zu entkommen, indem er durch ein Fenster aus dem zweiten Stockwerk des Lagergebäudes der Agentur kletterte. Man fand ihn später tot, mit Gras im Mund, auf. Die Indianer brannten die Agentur nieder. Ein Großteil der Weißen entkam mit einer Fähre über den Minnesota River. Alarmierte Einheiten der B-Kompanie des 5th Minnesota Volunteer Infantry Regiment, einer Miliz des Staates Minnesota, unter Führung von Captain John Marsh, eilten zur Hilfe, wurden aber von den Indianern in der Schlacht um die Redwood Ferry geschlagen. 24 Milizionäre starben, unter anderem ihr Anführer. Im Laufe des Tages wurden mehrere Siedlungen der Weißen im Minnesota-Tal abgebrannt, ihre Bewohner großteils getötet.
Nur das steinerne Lagerhaus bestand den Angriff unbeschadet. Heute befindet sich ein Park auf dem Gelände, mit geführten Wegen und einem Informationszentrum. Das Museum befindet sich auf dem Gelände des noch heute bestehenden „Lower Sioux Agency“-Indianer-Reservats.